# Hebardina prinzi
Hebardina prinzi är en kackerlacksart som först beskrevs av Hanitsch 1950.  Hebardina prinzi ingår i släktet Hebardina och familjen storkackerlackor. Inga underarter finns listade i Catalogue of Life.